# Сен Бартелеми (поток)
Потокът Сен Бартелеми (на италиански: Saint-Barthélemy) тече по цялата дължина на долината Сен Бартелеми в италианския регион Вале д'Аоста. Той е ляв приток на река Дора Балтеа.

## Маршрут
Потокът води началото си от малкото езеро Люзне (на италиански: Lago di Luseney) (2575 m), разположено в котловината между планините Бека ди Люзне и Чима ди Ливурнеяз. Той се спуска в югоизточна посока до 2180 m надм. височина, където, нараснал от водите на няколко притока, се завърта на 90° в посока югозапад. Долината се разширява в платото надолу по Alpe Ollière и се спуска надолу, като е място за малкото светилище Шамплезан (Champlaisant). Потокът продължава с извит ход и постепенно се каскадира, поддържайки ход на югозапад. След като получава водите на потоците Шавалари (Chavalary), Шалеби (Chaléby) и Деш (Dèche) отдясно, Сен Бартелеми се влива в река Дора Балтеа източно от село Нюс на около 520 m надморска височина.

## Хидрографски режим
Масовият разход на потока е силно повлиян от пролетното топене на снега и / или от бурните метеорични събития, които могат да възникнат през летния или есенния сезон. Дори в разгара на лятото водотокът запазва добър поток, тъй като се захранва от топенето на снежните полета, налични на голяма надморска височина в началото на долините, които изграждат хидрографския му басейн. От друга страна няма ледникови зони със значителни размери.

## Притоци
Асиметричната форма на Долината Сен Бартелеми означава, че водоснабдяването на потока идва почти изцяло от десния му бряг, където са основните му притоци. Това са:
- Поток Шавалари: с около 3 км дължина, ориентиран северозапад/югоизток, влива се в Сен Бартелеми на височина около 1500 m. Водосборният му басейн е с площ 3,6 km² и с ориентация северозапад/югоизток;
- Поток Шалеби: басейнът му има площ от 14 км² и завършва с Монте Фарома (3072 m); проливният вал е с дължина почти 6 км и се влива в Сен Бартелеми на височина 1070 m. Лявата страна на басейна не е много стръмна, докато от дясната страна склоновете са много по-високи; потокът през по-голямата част от своето течение представлява умерен наклон и в крайния си участък навлиза в скалата, създавайки дълбоко дефиле;
- Поток Еш: това е последният значителен приток на Сен Бартелеми, в който се влива на около 800 m надморска височина. Дълъг е 6,7 км и има басейн от 15,7 km², в който преобладават гори и пасища.

## Енергия
Електроцентралата Нус в едноименната община използва водите на потоците Сен Бартелеми, Шалеби и Комба Деш за производство на водноелектрическа енергия.